# Triptognathus caucasicus
Triptognathus caucasicus là một loài tò vò trong họ Ichneumonidae.